# Mysterious Art
Mysterious Art est un groupe de dance allemand existant entre 1988 et 1991 dont le leader est le producteur et DJ Mike Staab.

## Histoire
Mysterious Art est fondé en 1988 par le producteur Mike Staab et d'autres musiciens de la région Rhin-Main.
Le premier single Das Omen – Teil 1 est numéro un des ventes en Allemagne en 1989 pendant neuf semaines. Le groupe synthpop fait alors la première partie du Blonde Ambition Tour de Madonna.
Le second single Carma – Omen 2 atteint la neuvième place. Suit l'album Omen - The Story.
En 1991, sort le second et dernier album, Mystic Mountains.
Mike Staab continue sa carrière avec Magic Affair qui a un succès européen. Les noms du single, Omen III, et du nouveau groupe "MA" font référence à Mysterious Art.

## Discographie
Albums
- 1989 : Omen – The Story
- 1991 : Mystic Mountains
- 2008 : 20th Century Complete Works

Singles
- 1989 : Das Omen (Teil 1)
- 1989 : Das Omen (Teil 1) (Remix)
- 1989 : Carma (Omen 2)
- 1989 : Carma (Omen 2) (Remix)
- 1990 : Requiem
- 1990 : Requiem (Remix)
- 1991 : High on Mystic Mountain
- 1991 : Lovin' You
- 1991 : Lovin' You (Remix)